# 大分三好白鷲
大分三好白鷲（英文：Ohita Miyoshi Weisse Adler）是位於日本大分縣大分市的男子排球隊。球隊成立於1996年，參賽於V.LEAGUE DIVISION1。

2024年4月底，球隊宣布將在5月20日正式解散。

## 球隊概要[2]
母企業為三好內科・循環器科醫院，1996年開業的同時設立男子排球隊。2004年升格到V1聯賽，2006年升格到V.Premier League。

隊名的「大分」是希望成為地方喜愛的隊伍，因此掛上了地方名。Weisse Adler是德語的「白鷲」之意，「鷲」是威嚴和強力的象徵。日本的醫學發展有相當多部分是從德國學習來的，因此隊名採用德語是醫療團隊特有的。

球隊設有粉絲俱樂部，球隊的贊助商也大部分都來自於大分縣內的企業。

## 球隊歷史

### 創立到V.Premier League之前
1996年，三好博創立三好內科・循環器科醫院的同時設立男子排球隊，隊名為三好循環器科EKG，EGK是心電圖的意思。之後更名為三好循環器科EKG大分，2006年更名為大分三好白鷲（Ohita Miyoshi Weisse Adler）並沿用至今。創隊最初為九人制球隊，之後才改為六人制。

球隊選手大部分都是母企業三好內科・循環器科醫院的護理師或職員，在有限的練習時間下，2004年首度參加地區聯賽並取得冠軍。V1聯賽的升降賽中也取得勝利，並順利升上V1聯賽。2004/05賽季是球隊首度參加V1聯賽，並以7勝7負排名第5，2005/06賽季首度獲得冠軍，並取得挑戰V聯賽的資格。在升降賽的對手是V聯賽敬陪末座的旭化成Sparkids，然而兩場都被對手直落三擊敗，原本應該無法升上V聯賽，但因為旭化成Sparkids宣布停止球隊運作，因此2006年7月取代旭化成成為V聯賽的一員，這也是睽違9年之後再度有九州地區的球隊升格V聯賽。

隨著V聯賽更名為V.Premier League，球隊名稱也從「三好循環器科EKG大分」更名為「大分三好白鷲」。為了更好的備戰V.Premier League，大分三好從旭化成延攬了増成一志、南克幸等3名選手，試圖強化球隊戰力。

### V.Premier League時期
2006/07賽季，首度參加V.Premier League的大分三好吞下了開季12連敗，但在2007年2月11日對上松下黑豹的比賽中擊敗對手，取得了他們在V.Premier League的首勝，同時中止12連敗。這個賽季以2勝26負排名隊後，並落入升降賽，對手是V.Challenge League的FC東京，大分取得連勝，並順利留在Premier League。2007/08賽季也是取得2勝，升降賽的對手同樣是FC東京，大分三好依舊取得連勝，繼續留在Premier League。

2008/09賽季，大分三好打得依舊辛苦，以3勝25敗再度敬陪末座，並在升降賽再度與FC東京碰頭。2009年4月，首戰大分以直落三被對手擊敗，次戰的第1局輸球之後，已經確定FC東京將升上Premier League，儘管大分三好以3-1贏得升降賽的第二戰，卻改變不了被降級的命運。然而同一個賽季，因為同屬Premier League的NEC藍火箭宣布停止球隊運作，大分三好得以再度留在Premier League繼續奮戰。

2009/10賽季，大分三好以4勝24負取得第7名的成績，但依舊迎來了必須打挑戰賽的命運，之後在挑戰賽擊敗富士通，成功保級。2010/11賽季，大分三好只取得了3場勝利，在Premier League排名最後，但當年因為311大地震的影響，聯盟宣布升降賽取消，大分三好繼續留在Premier League。

2011/12賽季，大分三好排名最後，升降賽對手是筑波United Sun GAIA。首戰以1-3輸球，但第2戰以直落三獲勝，比較局數比之後，大分三好保級成功。

2012/13賽季，大分三好取得了隊史最佳的5勝的戰績，但還是逃不了落入挑戰賽的命運。挑戰賽對手為JTEKT Stings。大分三好在首戰以直落三贏球，但在次戰以直落三輸球，比較得失分率之後，大分三好被降級，落入了Challenge League。

### V.Challenge League時期
2013/14賽季獲得亞軍，2014/15賽季獲得冠軍，並取得升降賽資格，對手是FC東京，但在升降賽吞下二連敗，無緣升級。2015/16賽季，大分三好在升降賽遇上Suntory Sunbirds，吞下二連敗，無緣升級。

2016/17賽季，大分三好再度在Challenge League獲得冠軍，升降賽的對手依舊是FC東京，大分三好還是敗給對手，沒有取得升上Premier League的資格。

2017/18賽季，大分三好以15勝6負取得亞軍的成績。

### V.League時期

#### 2018/19賽季
在2017/18賽季結束之前，V聯盟已經宣布2018/19年將採用新的賽制，並將賽事名稱改為V.League。V.League Division 1的球隊數從8隊增加為10隊，大分三好取得V.League Division 1（相當於Premier League）的出賽權。

2018年10月26日，V.League開幕。大分三好吞下開幕4連敗，但是在第4戰出戰JTEKT Stings的賽事中拿下了1局，也是他們V.League拿下的第1局。本賽季總戰績4勝23負名列第九，該賽季沒有舉行男子組挑戰賽。

#### 2019/20賽季
2019年5月，聯盟宣布新賽季（2019/20）的隊伍編成，大分三好繼續留在V1。2019/20賽季，大分三好與VC長野都是3勝24負，但大分三好的積分以14-9領先，因此排名第9，並躲過了升降賽。該賽季的升降賽因為Covid-19疫情嚴峻而取消，V1和V2的球隊不進行升降變化。

#### 2020/21賽季
2020/21賽季，大分三好以3勝33負在V1墊底，4月3日、4日將在千葉縣船橋市與V2亞軍VOREAS北海道進行升降賽。然而在4月1日，大分三好透過官網宣布有球員感染Covid-19，聯盟緊急宣布挑戰賽中止。4月19日，聯盟宣布挑戰賽改於5月4日、5日在三重縣以無觀眾方式舉辦。在這段期間，大分三好陸續宣布有更多球員確診Covid-19，並在4月14日宣布辭退5月將在大阪舉辦的黑鷲旗（之後黑鷲旗因為Covid-19疫情嚴峻而取消）。4月22日，球隊宣布恢復正常訓練及運作。

挑戰賽第1天，大分三好直落三擊敗VOREAS北海道
，
第2天的比賽則是苦戰五局之後輸球，但積分以4-2領先，順利保住V1資格。

#### 2021/22賽季
2021年6月，大分三好宣布總教練小川貴史離任，由教練MURRAY POLE接任，同時宣布由久保田雅人擔任新賽季隊長的職務。

2021年10月16日，大分三好客場出戰堺Blazers，並以3-1擊敗對手，取得開幕戰勝利。12月的天皇杯，大分三好在第2輪不敵堺Blazers。

2022年1月，勝將哉及木本吉紀宣布季中退團。2月，辻口泰地及島崎征士郎宣布本賽季之後退團。

大分三好本賽季取得6勝30負的戰績，聯盟排名第9，必須與V2排名第二的富士通進行挑戰賽，力保留在一級的資格。

挑戰賽於4月9日、10日在神奈川縣小田原市小田原體育館進行，首日由富士通以3-2取得勝利，沒有退路的大分三好在第二戰以3-1擊敗富士通，1勝1負的狀況下，大分三好以4：2的積分優勢獲勝，驚險取得保級資格，並確定2022/23賽季能繼續留在V1參賽。

2022年5月底及6月中旬，球團宣布快攻手林一壽、自由球員備一真、外援EMERSON RODRIGUEZ、亞援BRYAN BAGUNAS退團。

#### 2022/23賽季
2022年6月，球團宣布原效力於VC長野的中村竜輔入團。9月，肯亞籍外援SOME ENOCK MOGENI和泰國籍亞洲外援KANTAPAT KOONMEE入團。

2022/23賽季，大分三好在例行賽取得5勝31負的成績，在V1的10隊中敬陪末座。接著在2023年4/8、4/9舉行的挑戰賽中，以2-3及1-3不敵V2冠軍VOREAS北海道，確定在2023/24賽季將從V2聯賽開始

隨後，大西基之、藤原獎太、小野翔平、山田滉太、古賀健太等5名選手退團。

#### 2023/24賽季
2023/24賽季開始前，球團宣布波札那外援IGOBE SIKUKU、泰國籍亞援SUPAKORN JENTHAISONG、日本選手福元浩太郎入隊；森田元希、淺野楓、島田航希等3位選手內定。

2023年11月，久保田雅人達成榮譽賞（聯賽參賽超過10個賽季、出賽230場以上）。

2024年2月，井口直紀、川口喬、濱本豊等3名選手宣布在賽季結束後引退。

2024年3月，大分三好白鷲的部長、球團創辦人、三好醫院創辦人三好博過世，享年69歲，球團在公布部長死訊的同時，也表示球隊的體制將在確定之後公告。

2024年4月，出口大聖、久保田雅人、森田元希、伊藤洸貴宣布退團。

## 三好博院長逝世與球隊解散
2024年4月底，球團宣布將朝廢部的方向考慮。儘管OB選手奔走各方，希望能尋找願意接手球團的企業，但在4/30之前依舊無果。最終V聯賽官方及球團在4/30正式宣布不會參加2024年10月展開的2024/25新賽季，球團也在官網宣布相關消息，並表示隨著三好院長的去世，繼續營運球隊有著相當的困難度。球團很努力的尋找願意接手的企業，但最終無法找到合意的對象。球隊於2024年5月20日正式解散。

## 球員&隊職員名單[89]

### 2022/23球季球員名單
| 背號 | 姓名              | 球衣顯示  | 生日       | 身高(cm)/體重(kg) | 國籍 | 出身校       | 位置 | 備註   |
| ---- | ----------------- | --------- | ---------- | ----------------- | ---- | ------------ | ---- | ------ |
| 2    | SOME ENOCK MOGENI | MOGENI    | 1997/10/30 | 201 / 90          |      |              | OP   | 新加入 |
| 3    | 阿部領太          | ABE       | 1989/4/3   | 188 / 78kg        | 日本 | 東亞大學     | OH   |        |
| 4    | KANTAPAT KOONMEE  | KANTAPAT  | 1998/4/17  | 204 / 86          | 泰國 |              | OH   | 新加入 |
| 5    | 大西基之          | ONISHI    | 1996/3/29  | 198 / 91kg        | 日本 | 大阪產業大學 | MB   |        |
| 6    | 中村竜輔          | NAKAMURA  | 1997/12/26 | 194 / 84          | 日本 | 順天堂大學   | MB   |        |
| 7    | 小川峻宗          | OGAWA     | 1998/9/22  | 175 / 71          | 日本 | 日本體育大學 | L    |        |
| 8    | 川口喬            | KAWAGUCHI | 1997/3/22  | 198 / 83          | 日本 | 近畿大學     | MB   |        |
| 10   | 山田滉太          | YAMADA    | 1997/11/25 | 175 / 75          | 日本 | 中京大學     | OH   |        |
| 11   | 伊藤洸貴          | ITO       | 1999/6/26  | 190 / 85          | 日本 | 中央大學     | S    | 新人   |
| 12   | 小野翔平          | ONO       | 1999/4/25  | 187 / 77          | 日本 | 東京學藝大學 | OH   | 新人   |
| 13   | 久保田雅人        | MASATO    | 1992/8/7   | 177 / 79          | 日本 | 法政大學     | L    | 隊長   |
| 14   | 藤原獎太          | FUJIWARA  | 1998/7/14  | 190 / 84          | 日本 | 日本體育大學 | OH   |        |
| 15   | 安部翔大          | S.ABE     | 1999/11/3  | 190 /86           | 日本 | 東海大學     | MB   | 新人   |
| 16   | 濱本豊            | HAMAMOTO  | 1993/7/6   | 190 / 82          | 日本 | 近畿大學     | OH   |        |
| 18   | 古賀健太          | KOGA      | 1997/9/17  | 188 / 75          | 日本 | 東亞大學     | OP   |        |
| 20   | 永尾敏明          | NAGAO     | 2000/3/13  | 179/ 78           | 日本 | 東亞大學     | OH   | 新人   |
| 21   | 井口直紀          | NAOKI     | 1997/4/27  | 173 / 65          | 日本 | 東亞大學     | S    | 副隊長 |
| 22   | 藤岡諒馬          | FUJIOKA   | 1993/10/4  | 177 / 72          | 日本 | 關西學院大學 | S    |        |

◎S：舉球員（Setter）、OH：主攻手（Outside Hitter）、MB：快攻手（Middle Blocker）、OP：舉球員對角（Opposite）、L：自由球員（Libero）。

### 2021/22球季職員名單
| 職稱     | 姓名        | 備註 |
| -------- | ----------- | ---- |
| 部長     | 三好博      |      |
| 副部長   | 坂口嘉彥    |      |
| 總教練   | Murray Pole | 新任 |
| 防護員   | 北村桂也    |      |
| 強化擔當 | 小川貴史    | 新任 |
| 經理     | 井上幸子    |      |

## 外部連結
官方网站 （日語）